# Nimbe
Nimbe es una película dramática nigeriana de 2019 dirigida por Tope Alake. Está protagonizada por Chimezie Imo, Toyin Abraham, Rachael Okonkwo y Doyin Abiola. Se estrenó en cines en Nigeria el 29 de marzo de 2019 y recibió reseñas positivas de los críticos. Fue nominada para el Premio del Festival de Cine de Nollywood del Reino Unido de 2019.

## Sinopsis
El tema de la película gira en torno a un adolescente, Nimbe (Chimezie Imo), que es constantemente molestado por sus compañeros, pero encuentra consuelo, amor y relevancia en una pandilla callejera. Sin embargo, las cosas cambian en contraste a medida que se le presenta el peligroso camino hacia el narcotráfico que se convierte en un punto de inflexión en su vida. Él experimenta y es testigo de los desafíos, obstáculos y consecuencias asociados con el abuso de drogas.

## Elenco
- Chimezie Imo como Nimbe
- Toyin Abraham como Uduak (madre de Nimbe)
- Rachael Okonkwo como Mira
- Doyin Abiola como Peju
- Odunlade Adekola como Bayo
- Sani Musa Danja como Abu
- Molawo Davis como Ralph